# Паралел
Паралелът е мислена линия, получена при пресичането на повърхността на Земното кълбо с равнина, успоредна на екватора.
Мислената крива затворена линия, която разделя земната повърхност на две равни части – северна и южна – се нарича екватор, а плоскостта, която минава през центъра на Земята и я разделя на Северно и Южно полукълбо се нарича екваториална плоскост. Екваторът е най-големият паралел. От него на север и на юг се определя географската ширина на всяка точка по земната повърхност. Окръжностите, прекарани успоредно на север и на юг от екватора, са известни под името паралели. Дължината на паралелите не е еднаква. Колкото паралелът е по-далеч от екватора, толкова е по-малка неговата дължина. Самите полюси са изобразени като точки. Всеки паралел е обозначен с определено число градуси. Те определят положението му спрямо екватора (на екватора се отчита 0°, а на полюсите 90°). Паралелите улесняват определението на географската ширина на всяка земна точка.
Географската ширина на дадена точка от земната повърхност се нарича ъгълът, заключен между отвесната линия на точката и плоскостта на екватора. Тя се определя в градуси, минути и секунди (например 42°41′17″ с.ш.) или чрез десетични градуси (42.688227 с.ш.) от окръжността. Затова мрежата от паралели и меридиани се нарича градусна. Понеже разстоянията се измерват на север и на юг от екватора, географската ширина бива северна и южна. например град София се намира на 42°41′17″ северна географска ширина, а град Мелбърн в Австралия се намира на 37°50′08″ южна географска ширина.
Разстоянието между екватора и Северния и Южния полюс представлява четвърт окръжност от земното кълбо (около 10 000 km) и съдържа по 90° географска ширина. Следователно на 1° по меридиана средно е равна на 111 188 m. Тя се увеличава към полюсите до 111 695 m и намалява около екватора на 110 576 m. За по общи изчисление при работа с учебни карти се приема, че 1° географска ширина е равен на 111 km.
| Географска ширина                  | 0°      | 10°     | 20°     | 30°    | 40°    | 50°    | 60°    | 70°    | 80°    | 90° |
| ---------------------------------- | ------- | ------- | ------- | ------ | ------ | ------ | ------ | ------ | ------ | --- |
| Дължина на 1° дъга от паралела в m | 111 321 | 109 641 | 104 649 | 96 488 | 85 395 | 71 697 | 55 801 | 38 187 | 19 394 | 0   |